# Cyclura cychlura cychlura
Cyclura cychlura cychlura Cuvier, 1829, l'iguana di Andros, è una sottospecie minacciata di Cyclura cychlura presente sull’isola di Andros, sul margine occidentale del Great Bahama Bank. Con una popolazione in natura di 3500 esemplari, è considerata «in pericolo» dalla lista rossa della IUCN.

## Descrizione
L’iguana di Andros è una delle specie più grandi di Cyclura, e può raggiungere una lunghezza totale prossima agli 1,5 m. La sua colorazione varia dal grigio scuro al nero, con squame tinte di verde-giallastro o arancio su zampe, cresta dorsale e testa. Quando l’animale raggiunge la maturità sessuale, la tinta gialla assume una tonalità arancio-rossastra brillante, che contrasta nettamente con la colorazione striata di scuro del corpo e nera delle zampe.
Questa specie, come altre specie di Cyclura, è sessualmente dimorfica; i maschi sono più grandi delle femmine, e hanno creste dorsali più grandi e pori femorali sulle cosce, utilizzati per rilasciare feromoni, maggiormente sviluppati.

## Biologia

### Alimentazione
Come tutte le specie di Cyclura, l’iguana di Andros è prevalentemente erbivora, e consuma foglie, fiori e frutti di oltre 100 specie diverse di piante. Questa dieta viene molto raramente integrata con larve di insetto, granchi, limacce, uccelli morti, ratti e funghi.

### Ciclo vitale
L’accoppiamento avviene tra i primi di aprile e i primi di marzo, e le uova vengono depositate in nidi scavati all'interno di termitai (della specie Nasutitermes rippertii). Si tratta dell’unica specie nota di iguana che utilizza i termitai come mezzo di incubazione delle uova. Le femmine rimangono di guardia al nido fino al momento della schiusa.
Le iguane neonate si allontano dal sito del nido entro due o tre settimane dalla schiusa. Durante la prima settimana di vita, sono vulnerabili alle predazioni dei serpenti; meno di un terzo dei neonati sopravvive al primo mese di vita.

### Ecologia
Le iguane di Andros sono le ospiti di una particolare specie di zecca, Amblyomma dissimile.

## Tassonomia
L’iguana di Andros, Cyclura cychlura cychlura, è endemica dell’isola di Andros. Il nome generico (Cyclura) e quello specifico derivano dal greco antico cyclos (κύκλος), «circolare», e ourá (οὐρά), «coda», in riferimento agli spessi anelli caratteristici della coda di tutte le Cyclura. È una delle tre sottospecie di Cyclura cychlura; le altre due sono l’iguana di Allen’s Cay (Cyclura cychlura inornata) e l’iguana di Exuma (Cyclura cychlura figginsi).

## Conservazione

### Stato di conservazione
È stato stimato che rimangano in tutto meno di 3500 esemplari di iguana di Andros, tuttora in diminuzione. La popolazione è diminuita di almeno il 50% nel corso degli ultimi 60 anni.

### Cause del declino
La principale minaccia per questa iguana è costituita dalla caccia. È una delle poche specie di iguana dei Caraibi che viene ancora cacciata regolarmente per la sua carne, consumata dai locali. I maiali selvatici costituiscono un ulteriore problema, in quanto grufolando distruggono i nidi e le uova delle iguane nascoste nei nidi delle termiti. I cani domestici e randagi attaccano sia gli esemplari giovani che gli adulti. Le capre selvatiche competono con loro per il nutrimento.
Come altre iguane, questa specie ha visto diminuire rapidamente il suo habitat in seguito allo sviluppo delle infrastrutture umane e dello sfruttamento forestale.

### Programmi di conservazione
Come tutte le Cyclura delle Bahamas, questa specie è protetta nel paese dal Wild Animals Protection Act del 1968. Tuttavia, ad Andros non sono presenti aree specificatamente deputate alla protezione dell’iguana e non è all’opera nessuno specifico programma di conservazione.
Attualmente non è in corso un programma di riproduzione in cattività per questo animale.